# Britain's Next Top Model (mùa 6)
Britain's Next Top Model, Mùa thi 6 là chương trình thứ sáu của loạt chương trình truyền hình thực tế đào tạo người mẫu Britain's Next Top Model. Mùa thi này, giống với năm mùa thi trước, chương trình được trình chiếu vào ngày 5 tháng 7 năm 2010 trên kênh LIVING.
Mùa này có một dàn giám khảo thay đổi hoàn toàn. Host Lisa Snowdon đã được thay thế bởi siêu mẫu Elle Macpherson. Ban giám khảo mới bao gồm: nhà thiết kế thời trang Julien McDonald, stylish thời trang Grace Woodward và người mẫu nam Charley Speed.
Điểm đến quốc tế được chọn ghi hình là Alicante cho top 9, Hardanger dành cho top 7, Kuala Lumpur dành cho top 5 và Perak dành cho top 3.
Người chiến thắng có cơ hội sở hữu: Một hợp đồng với công ty quản lý người mẫu Models 1, lên ảnh bìa của tạp chí Company và một hợp đồng quảng cáo cho Revlon trị giá £100,000 (bao gồm buổi chụp ảnh cho Colorburst Lipstick và chiến dịch quảng cáo cho bộ sưu tập mỹ phẩm Thu/Đông 2010).
Kết quả, Tiffany Pisani, cô gái 18 tuổi đến từ Attard, Malta đã chiến thắng và đã đánh bại Alisha White & Joy Mclaren trong đêm chung kết trực tiếp đầu tiên của chương trình.

## Thứ tự bị loại
Tính tuổi lúc tham gia ghi hình
| Thí sinh              | Tuổi | Chiều cao              | Quê quán             | Bị loại ở | Hạng               |
| --------------------- | ---- | ---------------------- | -------------------- | --------- | ------------------ |
| Hannah Goodeve        | 22   | 1,83 m (6 ft 0 in)     | Cheshire             | Tập 2     | 14 (dừng cuộc thi) |
| Rachelle Harry        | 20   | 1,78 m (5 ft 10 in)    | Surrey               | Tập 3     | 13                 |
| Susan Loughnane       | 23   | 1,73 m (5 ft 8 in)     | Dublin, Ireland      | Tập 4     | 12                 |
| Harleen Nottay        | 19   | 1,73 m (5 ft 8 in)     | Midlothian, Scotland | Tập 4     | 11                 |
| Delita Cole           | 18   | 1,73 m (5 ft 8 in)     | Liverpool            | Tập 5     | 10                 |
| Amba Hudson-Skye      | 20   | 1,80 m (5 ft 11 in)    | Bournemouth          | Tập 6     | 9                  |
| Nicola Wright         | 19   | 1,73 m (5 ft 8 in)     | Coventry             | Tập 7     | 8                  |
| Kirsty Parsons        | 21   | 1,73 m (5 ft 8 in)     | Cardiff, Wales       | Tập 8     | 7                  |
| Olivia Oldham-Stevens | 19   | 1,78 m (5 ft 10 in)    | Luân Đôn             | Tập 9     | 6                  |
| Amelia Thomas         | 21   | 1,75 m (5 ft 9 in)     | Port Talbot, Wales   | Tập 11    | 5                  |
| Charlotte Holmes      | 21   | 1,74 m (5 ft 8+1⁄2 in) | Cornwall             | Tập 12    | 4                  |
| Joy McLaren           | 20   | 1,75 m (5 ft 9 in)     | Leeds                | Tập 14    | 3                  |
| Alisha White          | 18   | 1,78 m (5 ft 10 in)    | Luân Đôn             | Tập 14    | 2                  |
| Tiffany Pisani        | 18   | 1,75 m (5 ft 9 in)     | Attard, Malta        | Tập 14    | 1                  |

## Thứ tự gọi tên
| 1  | Tiffany   | Joy       | Nicola    | Alisha    | Nicola    | Charlotte | Olivia    | Charlotte | Alisha    | Alisha        | Joy       | Tiffany   | Alisha  | Tiffany |  |  |  |  |
| 2  | Joy       | Amelia    | Amba      | Charlotte | Charlotte | Olivia    | Joy       | Amelia    | Charlotte | Tiffany       | Tiffany   | Joy       | Tiffany | Alisha  |  |  |  |  |
| 3  | Amba      | Kirsty    | Kirsty    | Tiffany   | Alisha    | Amelia    | Tiffany   | Joy       | Amelia    | Amelia        | Alisha    | Alisha    | Joy     |         |  |  |  |  |
| 4  | Harleen   | Harleen   | Tiffany   | Olivia    | Kirsty    | Tiffany   | Charlotte | Tiffany   | Joy       | Charlotte Joy | Charlotte | Charlotte |         |         |  |  |  |  |
| 5  | Charlotte | Charlotte | Charlotte | Nicola    | Amba      | Alisha    | Kirsty    | Olivia    | Tiffany   | Charlotte Joy | Amelia    |           |         |         |  |  |  |  |
| 6  | Amelia    | Amba      | Delita    | Joy       | Olivia    | Joy       | Alisha    | Alisha    | Olivia    |               |           |           |         |         |  |  |  |  |
| 7  | Rachelle  | Susan     | Alisha    | Delita    | Amelia    | Kirsty    | Amelia    | Kirsty    |           |               |           |           |         |         |  |  |  |  |
| 8  | Olivia    | Alisha    | Susan     | Kirsty    | Joy       | Nicola    | Nicola    |           |           |               |           |           |         |         |  |  |  |  |
| 9  | Hannah    | Olivia    | Joy       | Amba      | Tiffany   | Amba      |           |           |           |               |           |           |         |         |  |  |  |  |
| 10 | Delita    | Tiffany   | Harleen   | Amelia    | Delita    |           |           |           |           |               |           |           |         |         |  |  |  |  |
| 11 | Nicola    | Nicola    | Amelia    | Harleen   |           |           |           |           |           |               |           |           |         |         |  |  |  |  |
| 12 | Kirsty    | Rachelle  | Olivia    | Susan     |           |           |           |           |           |               |           |           |         |         |  |  |  |  |
| 13 | Alisha    | Hannah    | Rachelle  |           |           |           |           |           |           |               |           |           |         |         |  |  |  |  |
| 14 | Susan     | Delita    |           |           |           |           |           |           |           |               |           |           |         |         |  |  |  |  |

     Thí sinh bị loại
     Thí sinh dừng cuộc thi
     Thí sinh bị loại trước khi đánh giá
     Thí sinh ban đầu bị loại nhưng được cứu
     Thí sinh không bị loại khi rơi vào cuối bảng
     Thí sinh chiến thắng cuộc thi
- Trong tập 1, Susan đã được thêm vào là thí sinh thứ 14.
- Trong tập 2, Hannah đã xin dừng cuộc thi sau khi Rochelle được gọi tên vì lí do cá nhân. Do đó, Delita được cứu an toàn ngay lập tức.
- Trong tập 4, Susan bị loại vì có phần thể hiện tệ nhất trong thử thách casting, sau khi tất cả các cô gái trở lại ngôi nhà chung.
- Trong tập 10, Charlotte & Joy rơi vào cuối bảng nhưng không ai trong số họ đã bị loại.
- Trong tập 13, không có thứ tự gọi tên vì ban giám khảo không thể quyết định được nên ba cô gái được đưa vào đêm chung kết cùng lúc bởi các giám khảo.
- Tập 14 là đêm chung kết trực tiếp. Tiffany & Alisha đã được gọi tên là hai người cuối cùng theo thứ tự không cụ thể.

### Buổi chụp hình
- Tập 1: Vẻ đẹp tự nhiên; Nữ sinh St Trinian's (Casting)
- Tập 2: Đồ lót theo cặp với người mẫu nam cho Fred & Ginger
- Tập 3: Tạo dáng với trang sức và que phát sáng
- Tập 4: Ảnh quảng cáo về việc phòng chống bạo lực cho Beat Bullying
- Tập 5: Khỏa thân và bị bao phủ bằng sôcôla
- Tập 6: Đồ tắm Melissa Odabash ở Alicante
- Tập 7: Những cảnh phim kinh dị
- Tập 8: Tạo dáng trong váy làm từ nước đóng chai trong trời lạnh cho Isklar
- Tập 9: Ảnh chân dung vẻ đẹp cho Revlon; Rơi từ trên trời cho Galaxy Ripple
- Tập 10: Ảnh trắng đen tạo dáng với George Lamb cho Company; Tạo dáng với đội bóng rugby London Wasps
- Tập 11: Tạo dáng trên khung cảnh của Kuala Lumpur cho đồng hồ Baby G
- Tập 12: Du khách trong rừng Bukit Cahaya Sri Alam Agricultural
- Tập 13: Tạo dáng lại những bức ảnh nổi tiếng của Elle Macpherson
- Tập 14: Ảnh bìa tạp chí Company; Ảnh chân dung vẻ đẹp cho Revlon

### Diện mạo mới
- Alisha:  Gỡ hết tóc nối ra và cắt ngắn
- Amba: Làm thẳng tóc và nhuộm màu vàng bẩn
- Amelia: Cắt đều và nhuộm sáng
- Charlotte: Nối tóc dài và highlight vàng kiểu Elle Macpherson
- Delita: Làm thẳng tóc và cắt ngắn 1 khúc
- Harleen: Nối tóc dài tới vai
- Joy: Tóc bob ngắn
- Kirsty: Cắt đều và highlight màu vàng tẩy
- Nicola: Cắt đều và nhuộm đen
- Olivia: Làm thẳng tóc và nối tóc dài
- Rachelle: Nối tóc mới thẳng và dài kiểu Naomi Campbell
- Susan: Nhuộm màu đỏ sáng
- Tiffany: Tóc tém